# Fahmi Ilyas
Fahmi Ilyas (Kuala Lumpur, 17 maart 1992) is een Maleisisch autocoureur.

## Carrière
Ilyas begon zijn autosportcarrière in het karting in 2008. Binnen een jaar stapte hij over naar het formuleracing, waarin hij in de Formule BMW Pacific ging rijden. Met één overwinning en vier podiumplaatsen eindigde hij als vierde in het kampioenschap. Daarnaast reed hij ook vier gastraces in de Europese Formule BMW. 
In 2010 begon Ilyas met twee gastraces in de Formule BMW Pacific. Vervolgens nam hij voor DAMS deel aan de eerste zes raceweekenden van de Europese Formule BMW. Met twee podiumplaatsen eindigde hij het seizoen als dertiende in het kampioenschap.
In 2011 stapte Ilyas over naar de Formule 3, waar hij voor Fortec Motorsport in het Britse Formule 3-kampioenschap ging rijden. Met een zesde plaats op het Circuit Paul Ricard als beste resultaat eindigde hij als 21e in het kampioenschap. Ook nam hij deel voor het Team West-Tec in twee raceweekenden van de Europese F3 Open. Hierbij wist hij meteen zijn eerste race op Brands Hatch te winnen. Met nog een tweede plaats eindigde hij als twaalfde in het kampioenschap. Ook nam hij deel aan twee races van de Eurocup Formule Renault 2.0.
In 2012 rijdt Ilyas opnieuw in de Britse Formule 3, maar stapte hij over naar het team Double R Racing. In de laatste twee raceweekenden werd hij echter vervangen door Rupert Svendsen-Cook. Met twee vijfde plaatsen als beste resultaat eindigde Ilyas uiteindelijk als elfde in het kampioenschap. Door zijn deelname aan de Britse Formule 3 reed hij ook enkele races in de Formule 3 Euroseries en het Europees Formule 3-kampioenschap, maar hij was hier niet puntengerechtigd.